# Claviers

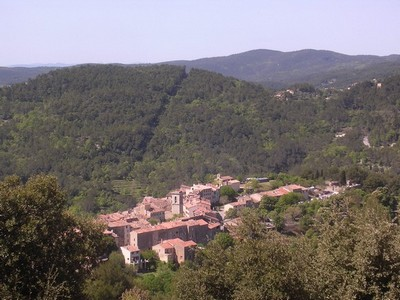
Claviers, widok ogólny miejscowości

Claviers – miejscowość i gmina we Francji, w regionie Prowansja-Alpy-Lazurowe Wybrzeże, w departamencie Var.
Według danych na rok 1990 gminę zamieszkiwało 597 osób, a gęstość zaludnienia wynosiła 38 osób/km² (wśród 963 gmin regionu Prowansja-Alpy-W. Lazurowe Claviers plasuje się na 459. miejscu pod względem liczby ludności, natomiast pod względem powierzchni na miejscu 580.).